# ディルク・オブライエン・ベイカー
ディルク・オブライエン・ベイカー（英語：Dirke O'Brien Baker、1983年8月4日 - ）は、ニュージーランド、ファンガレイ出身のフィギュアスケート選手（女子シングル）。
2001年世界フィギュアスケート選手権ニュージーランド代表。2001年ニュージーランドフィギュアスケート選手権優勝。

## 経歴
1999-00シーズン、世界Jr.選手権で21位となる。
2000-01シーズン、ISUグランプリシリーズのラリック杯に出場。2001年ニュージーランド選手権で優勝。2001年四大陸選手権と2001年世界選手権に出場する。

## 主な戦績
| 大会/年                | 1999-00 | 2000-01 |
| ---------------------- | ------- | ------- |
| 世界選手権             |         | 41      |
| 四大陸選手権           |         | 19      |
| 世界Jr.選手権          | 21      |         |
| ニュージーランド選手権 | 4 J     | 1       |
| GPラリック杯           |         | 12      |